# Marco Montironi
Marco Montironi (* 10. November 1959) ist ein ehemaliger san-marinesischer Fußballspieler.
Montironi spielte unter anderem für die italienischen Vereine AC Citta di Castello und AS Vis San Prospero. Für die Nationalmannschaft von San Marino absolvierte er zwischen 1986 und 1991 neun Länderspiele.